# Emblema nacional de Kirguistán
El emblema nacional de Kirguistán tiene forma circular y está lleno de color azul. La tonalidad clara de este color es conocida como una muestra cromática kirguís de valor y generosidad (al igual que sucede en el vecino Kazajistán con su bandera y su escudo de armas). Dispone de un águila en la parte inferior, las montañas de la cordillera Tien Shan tras ella, en el centro, el sol naciente sobre las montañas, unas espigas de trigo (arriba) y de algodón (debajo) dispuestas -unas sobre otras- a ambos lados, en la corona periférica del emblema, y el nombre del país en Kirguís (Кыргыз Республикасы, Kyrgyz Respublikasy).
Fue adoptado tras la disolución de la Unión Soviética el 2 de junio de 1992.

## Emblema antiguo
El actual emblema estatal sustituyó el emblema de la República Socialista Soviética de Kirguistán, adoptado el 23 de marzo de 1937 y basado en el de la Unión Soviética, con los símbolos comunistas de la hoz y el martillo y la estrella roja de cinco puntas, un sol naciente que simbolizaba el futuro de la nación kirguís y unos ramos de algodón y unos haces de trigo alrededor en representación de la riqueza agrícola. El lema «Proletarios de todos los países, uníos!», figuraba en kirguís y en ruso, así como el nombre de la república, Кыргыз С.С.Р. (Kyrgyz S.S.R.), en kirguís.
Como elementos identificativos tenía varias filigranas propias del arte folclórico kirguís y la representación de las montañas del Tian Shan.

## Galería de escudos

El escudo de armas de Kirguistán bajo la Unión Soviética y el Kirguistán independiente del 31 de agosto de 1991 al 3 de enero de 1994
Versión original utilizada desde 1994 hasta su modificación en 2016
Emblema del Servicio Estatal de Guardia de Fronteras